# Чемпионат России по художественной гимнастике
Чемпионат России по художественной гимнастике — соревнование по художественной гимнастике среди сильнейших спортсменок России. Проводится ежегодно. Организуется Министерством спорта Российской Федерации и Всероссийской федерацией художественной гимнастики и финансируется из федерального бюджета.

## Предыстория
Первый чемпионат РСФСР по художественной гимнастике состоялся в 1948 году в Ленинграде. В командном многоборье победила сборная Подмосковья, в индивидуальном многоборье — подмосковная гимнастка Людмила Зотова.
В СССР чемпионат РСФСР обычно проводился приблизительно за месяц до чемпионата СССР и являлся по сути лишь отборочным турниром к нему.

## История
Всероссийская федерация художественной гимнастики, которая теперь организует чемпионаты России, была основана 12 сентября 1991 года.

## Призёры

### Многоборье
| Год  | Город           | Золото               | Серебро               | Бронза               | Ист.   |
| 1992 |                 | Оксана Скалдина      |                       |                      |        |
| 1993 |                 | Инесса Гизикова      |                       |                      |        |
| 1994 |                 | Амина Зарипова       |                       |                      |        |
| 1995 |                 | Амина Зарипова       |                       |                      |        |
| 1996 |                 | Яна Батыршина        |                       |                      |        |
| 1997 |                 | Юлия Барсукова       |                       |                      |        |
| 1998 | Санкт-Петербург | Яна Батыршина        |                       |                      |        |
| 1999 |                 | Алина Кабаева        |                       |                      |        |
| 2000 |                 | Алина Кабаева        |                       |                      |        |
| 2001 |                 | Алина Кабаева        |                       |                      |        |
| 2002 | Москва          | Зарина Гизикова      | Ляйсан Утяшева        | Вера Сесина          | [ 11 ] |
| 2003 | Самара          | Ирина Чащина         |                       |                      |        |
| 2004 |                 | Алина Кабаева        |                       |                      |        |
| 2005 | Казань          | Ирина Чащина         | Вера Сесина           | Светлана Путинцева   | [ 13 ] |
| 2006 | Звенигород      | Алина Кабаева        | Вера Сесина           | Ольга Капранова      | [ 14 ] |
| 2007 | Чехов           | Алина Кабаева        | Вера Сесина           | Марина Шпехт         | [ 16 ] |
| 2008 | Санкт-Петербург | Евгения Канаева      | Ольга Капранова       | Вера Сесина          |        |
| 2009 | Пенза           | Евгения Канаева      | Дарья Кондакова       | Ольга Капранова      |        |
| 2010 | Пенза           | Дарья Дмитриева      | Екатерина Донич       | Яна Луконина         |        |
| 2011 | Пенза           | Маргарита Мамун      | Екатерина Донич       | Наталья Булычёва     | [ 18 ] |
| 2012 | Пенза           | Маргарита Мамун      | Дарья Сватковская     | Анна Трубникова      |        |
| 2013 | Казань          | Дарья Сватковская    | Елизавета Назаренкова | Анна Трубникова      | [ 19 ] |
| 2014 | Пенза           | Яна Кудрявцева       | Маргарита Мамун       | Александра Солдатова | [ 20 ] |
| 2015 | Пенза           | Яна Кудрявцева       | Арина Аверина         | Дина Аверина         | [ 21 ] |
| 2016 | Сочи            | Александра Солдатова | Маргарита Мамун       | Дина Аверина         |        |
| 2017 | Пенза           | Дина Аверина         | Александра Солдатова  | Арина Аверина        |        |
| 2018 | Сочи            | Дина Аверина         | Александра Солдатова  | Екатерина Селезнёва  | [ 22 ] |
| 2019 | Москва          | Арина Аверина        | Дина Аверина          | Карина Кузнецова     |        |
| 2020 | Москва          | Арина Аверина        | Лала Крамаренко       | Дина Аверина         |        |
| 2021 | Москва          | Арина Аверина        | Лала Крамаренко       | Дина Аверина         |        |
| 2022 | Москва          | Дина Аверина         | Арина Аверина         | Лала Крамаренко      |        |
| 2023 | Москва          | Анна Попова          | Мария Борисова        | Лала Крамаренко      |        |

1. ↑  Чемпионат России 2002 года прошел без Алины Кабаевой и Ирины Чащиной.